# Trefacio
Trefacio község Spanyolországban,  Zamora tartományban. Trefacio San Justo községgel határos. Lakosainak száma 165 fő (2024).

## Népesség
A település népessége az utóbbi években az alábbiak szerint változott:
| Lakosok száma | 239  | 247  | 226  | 202  | 194  | 187  | 183  | 189  | 185  | 165  |
|               | 2001 | 2004 | 2007 | 2009 | 2012 | 2014 | 2017 | 2019 | 2022 | 2024 |